# Federica Brignone
Federica Brignone (14 de julho de 1990) é uma esquiadora profissional da Itália. Ela foi campeã geral da Copa do Mundo de Esqui Alpino em 2020, tornando-se a primeira esquiadora italiana a alcançar esse feito. Ela também é uma medalhista olímpica e mundial.

## Carreira
Na temporada 2019-2020, Brignone ganhou o globo de cristal geral da Copa do Mundo com 1378 pontos - à frente de Mikaela Shiffrin com 1225 e Petra Vlhová com 1189 - tornando-se a primeira e única mulher a ser campeã competindo pela Itália. Com onze pódios, dos quais foram cinco vitórias, Brignone também venceu o slalom gigante e o super combinado.
Em 6 de fevereiro de 2023, conquistou o ouro no combinado do Campeonato Mundial. Dez dias depois, obteve a prata no slalom gigante do mesmo evento.

## Resultados da Copa do Mundo

### Títulos por temporadas
- 3 títulos (1 geral, 1 GS, 1 CB

|            | Temporada    |
| Disciplina |              |
| 2020       | Geral        |
| 2020       | Giant Slalom |
| 2020       | Combinado    |